# Понте-Кальделас
Понте-Кальделас (гал. Ponte Caldelas, ісп. Puentecaldelas) — муніципалітет в Іспанії, у складі автономної спільноти Галісія, у провінції Понтеведра. Населення — 6422 осіб (2009).
Муніципалітет розташований на відстані близько 460 км на північний захід від Мадрида, 13 км на південний схід від Понтеведри.

## Демографія
Динаміка населення (INE ):

## Галерея зображень

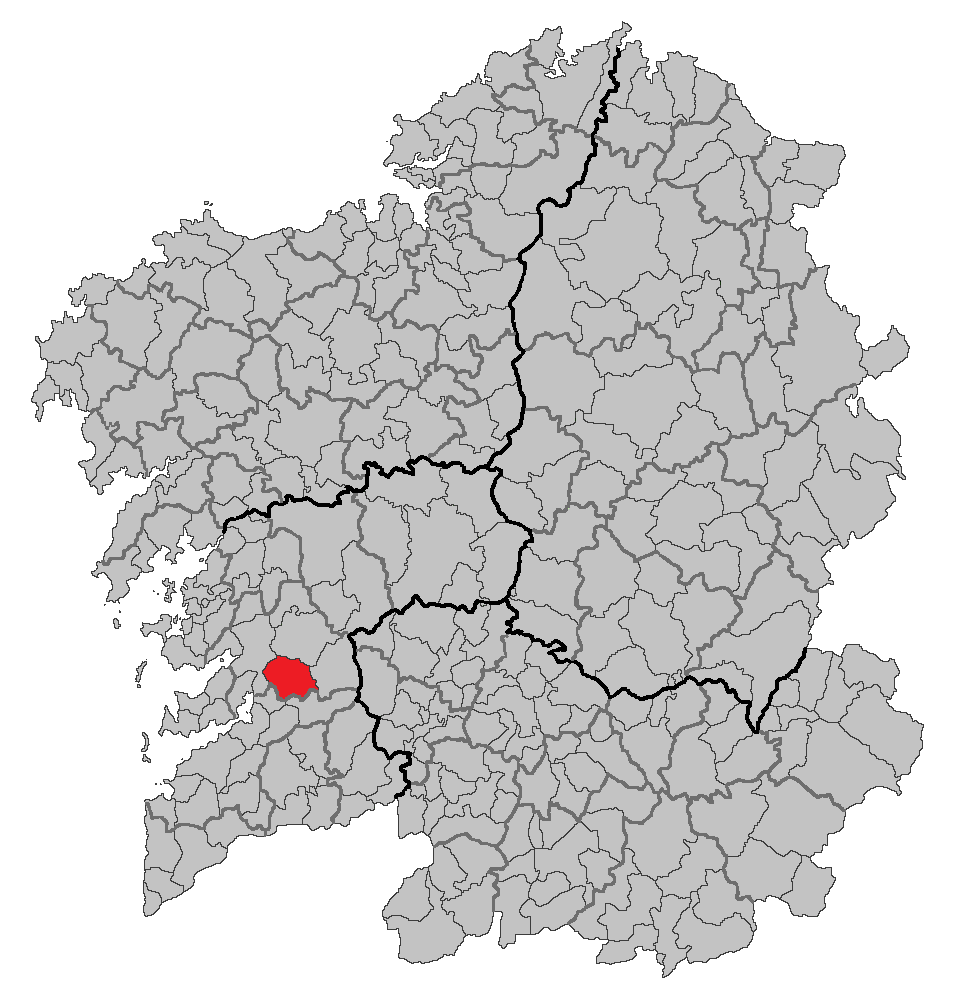
Розташування муніципалітету